# Даніель Руїс
Даніель Руїс (ісп. Daniel Ruiz-Bazán, нар. 28 червня 1951, Сопуерта) — колишній іспанський футболіст, що грав на позиції нападника.
Насамперед відомий виступами за клуб «Атлетик», в якому провів майже всю свою ігрову кар'єру, а також національну збірну Іспанії.

## Клубна кар'єра
Народився 28 червня 1951 року в місті Сопуерта. Вихованець аматорських клубів «Содупе», «Гечо» та «Віллоза».
У дорослому футболі дебютував 1971 року виступами за «Більбао Атлетик», в якій провів один сезон, взявши участь у 33 матчах чемпіонату.
Протягом 1972–1974 років захищав кольори нижчолігового «Баракальдо».
1974 року повернувся до клубу «Атлетик», за який відіграв 12 сезонів. Більшість часу, проведеного у складі «Атлетика», був основним гравцем атакувальної ланки команди і одним з головних бомбардирів команди, маючи середню результативність на рівні 0,49 голу за гру першості. За цей час двічі виборював титул чемпіона Іспанії, ставав володарем Кубка та Суперкубка Іспанії. 
Завершив професійну кар'єру футболіста виступами за команду «Атлетик» у 1986 році

## Виступи за збірні
1977 року дебютував в офіційних матчах у складі національної збірної Іспанії. 
У складі збірної був учасником чемпіонату світу 1978 року в Аргентині та чемпіонату Європи 1980 року в Італії, проте на обох турнірах «червона фурія» так і не змогла вийти з групи, попри те, що Даніель забив по голу в кожному з змагань.
Протягом кар'єри у національній команді, яка тривала 5 років, провів у формі головної команди країни 28 матчів, забивши 15 голів.

## Титули і досягнення
- Чемпіон Іспанії (2):

«Атлетік»: 1982-83, 1983-84
- Володар Кубка Іспанії з футболу (1):

«Атлетік»: 1983–84
- Володар Суперкубка Іспанії з футболу (1):

«Атлетік»: 1984